# Emmett Morrison
Emmett Woodrow Morrison (Rossiter, 24 agosto 1915 – Georgetown, 2 febbraio 1993) è stato un cestista statunitense, professionista nella NBL.

## Carriera
Giocò per una stagione nella NBL, disputando 11 partite con 1,7 punti di media.